# Entraîneur de l'année en Amérique du Sud
Le trophée d’entraîneur de l'année en Amérique du Sud (en espagnol Entrenador del año en Sudamérica) est un trophée annuel décerné à un entraîneur d'un club ou d'une sélection nationale sud-américaine.
Le prix existe depuis 1986 et a été créé par le quotidien uruguayen El País.
Avec 18 gagnants, les entraîneurs argentins sont les plus récompensés. Avec 5 récompenses personnelles, Carlos Bianchi est la personnalité la plus décorée.
L'actuel détenteur du prix est le brésilien Fernando Diniz, entraîneur de Fluminense et sélectionneur du Brésil.

## Récompenses
| Année | Entraîneur                 | Nationalité de l'entraîneur | Club ou sélection         |
| ----- | -------------------------- | --------------------------- | ------------------------- |
| 1986  | Carlos Bilardo             | Argentine                   | Argentine                 |
| 1987  | Carlos Bilardo             | Argentine                   | Argentine                 |
| 1988  | Roberto Fleitas            | Uruguay                     | Nacional (URU)            |
| 1989  | Sebastião Lazaroni         | Brésil                      | Brésil                    |
| 1990  | Luís Alberto Cubilla       | Uruguay                     | Olimpia (PAR)             |
| 1991  | Alfio Basile               | Argentine                   | Argentine                 |
| 1992  | Telê Santana               | Brésil                      | São Paulo (BRA)           |
| 1993  | Francisco Maturana         | Colombie                    | Colombie                  |
| 1994  | Carlos Bianchi             | Argentine                   | Vélez Sársfield (ARG)     |
| 1995  | Héctor Núñez               | Uruguay                     | Uruguay                   |
| 1996  | Hernán Darío Gómez         | Colombie                    | Colombie                  |
| 1997  | Daniel Passarella          | Argentine                   | Argentine                 |
| 1998  | Carlos Bianchi             | Argentine                   | Boca Juniors (ARG)        |
| 1999  | Luiz Felipe Scolari        | Brésil                      | Palmeiras (BRA)           |
| 2000  | Carlos Bianchi             | Argentine                   | Boca Juniors (ARG)        |
| 2001  | Carlos Bianchi             | Argentine                   | Boca Juniors (ARG)        |
| 2002  | Luiz Felipe Scolari        | Brésil                      | Brésil                    |
| 2003  | Carlos Bianchi             | Argentine                   | Boca Juniors (ARG)        |
| 2004  | Luis Fernando Montoya (en) | Colombie                    | Once Caldas (COL)         |
| 2005  | Aníbal Ruiz                | Uruguay                     | Paraguay                  |
| 2006  | Claudio Borghi             | Argentine                   | Colo-Colo (CHI)           |
| 2007  | Gerardo Martino            | Argentine                   | Paraguay                  |
| 2008  | Edgardo Bauza              | Argentine                   | LDU Quito (ECU)           |
| 2009  | Marcelo Bielsa             | Argentine                   | Chili                     |
| 2010  | Óscar Tabárez              | Uruguay                     | Uruguay                   |
| 2011  | Óscar Tabárez              | Uruguay                     | Uruguay                   |
| 2012  | José Pékerman              | Argentine                   | Colombie                  |
| 2013  | José Pékerman              | Argentine                   | Colombie                  |
| 2014  | José Pékerman              | Argentine                   | Colombie                  |
| 2015  | Jorge Sampaoli             | Argentine                   | Chili                     |
| 2016  | Reinaldo Rueda             | Colombie                    | Atlético Nacional (COL)   |
| 2017  | Tite                       | Brésil                      | Brésil                    |
| 2018  | Marcelo Gallardo           | Argentine                   | River Plate (ARG)         |
| 2019  | Marcelo Gallardo           | Argentine                   | River Plate (ARG)         |
| 2020  | Marcelo Gallardo           | Argentine                   | River Plate (ARG)         |
| 2021  | Abel Ferreira              | Portugal                    | Palmeiras (BRA)           |
| 2022  | Lionel Scaloni             | Argentine                   | Argentine                 |
| 2023  | Fernando Diniz             | Brésil                      | Fluminense (BRA) / Brésil |

## Statistiques

### Entraîneurs les plus récompensés
| Entraîneur          | Total | Années                       |
| ------------------- | ----- | ---------------------------- |
| Carlos Bianchi      | 5     | 1994, 1998, 2000, 2001, 2003 |
| José Pékerman       | 3     | 2012, 2013, 2014             |
| Marcelo Gallardo    | 3     | 2018, 2019, 2020             |
| Carlos Bilardo      | 2     | 1986, 1987                   |
| Luiz Felipe Scolari | 2     | 1999, 2002                   |
| Óscar Tabárez       | 2     | 2010, 2011                   |

### Équipes les plus représentées
| Équipe            | Entraîneur | Total |
| ----------------- | ---------- | ----- |
| Colombie          | 3          | 5     |
| Argentine         | 4          | 5     |
| Boca Juniors      | 1          | 4     |
| Uruguay           | 3          | 3     |
| Brésil            | 4          | 4     |
| River Plate       | 1          | 3     |
| Paraguay          | 2          | 2     |
| Chili             | 2          | 2     |
| Palmeiras         | 2          | 2     |
| Colo-Colo         | 1          | 1     |
| LDU Quito         | 1          | 1     |
| Nacional          | 1          | 1     |
| Olimpia           | 1          | 1     |
| Once Caldas       | 1          | 1     |
| São Paulo         | 1          | 1     |
| Vélez Sársfield   | 1          | 1     |
| Atlético Nacional | 1          | 1     |
| Fluminense        | 1          | 1     |

### Nationalités des entraîneurs les plus représentées
| Entraîneur | Total | Années |
| ---------- | ----- | --- |
| Argentine  | 21    | 1986, 1987, 1991, 1994, 1997, 1998, 2000, 2001, 2003, 2006, 2007, 2008, 2009, 2012, 2013, 2014, 2015, 2018, 2019, 2020, 2022 |
| Brésil     | 6     | 1989, 1992, 1999, 2002, 2017, 2023                                                                                           |
| Uruguay    | 6     | 1988, 1990, 1995, 2005, 2010, 2011                                                                                           |
| Colombie   | 4     | 1993, 1996, 2004, 2016 |
| Portugal   | 1     | 2021 |